# Takako Iida
Takako Iida (em japonês:  飯田 高子; Yatomi, 3 de fevereiro de 1946) é uma ex-jogadora de voleibol do Japão que competiu nos Jogos Olímpicos de 1972 e 1976.
Em 1972, ela fez parte da equipe japonesa que conquistou a medalha de prata no torneio olímpico, no qual atuou em cinco partidas. Quatro anos depois, ela participou de cinco jogos e ganhou a medalha de ouro com o conjunto japonês no campeonato olímpico de 1976.